# Генадий Еврюжихин
Генадий Еврюжихин (на руски: Геннадий Еврюжихин) е съветски футболист. Майстор на спорта (1967).

## Кариера
След като завършва училище, Еврюжихин заминава за Ленинград. Там постъпва в Ленинградския институт по фина механика и оптика. Играе в студентския отбор по футбол Локомотив. Той е забелязан от треньора на Динамо Ленинград Аркадий Алов и е привлечен. В Динамо прекарва година и половина, като привлича вниманието на клубовете от столицата. Еврюжихин не иска да напуска Ленинград, за това започва тренировки със Зенит, но завършва сезона в Динамо.
През 1966 г. е трансфериран в Динамо Москва. Той все още учи в московския университет. На терена играе едва през юни 1966 г. – клубовете установяват различия помежду си.
До 1976 г. играе за Динамо и през последния сезон той става шампион на страната.

## Отличия

### Отборни
Динамо Москва
- Съветска Висша лига: 1976 (пролет)
- Купа на СССР по футбол: 1967, 1970